# Alcongosta
Alcongosta é uma povoação portuguesa sede da Freguesia de Alcongosta do Município do Fundão, freguesia com 7,31 km² de área e 416 habitantes (censo de 2021), tendo, por isso, uma densidade populacional de 56,9 hab./km².
É popularmente conhecida como a "terra da cereja" pela qualidade dessa fruta ai produzida. Estando situada na encosta da serra da Gardunha, pertence à rede de Aldeias de Montanha.

## Toponímia
"Alcongosta deriva de congosta [do latim, congusta ou coangusta], que significa caminho, passagem apertada entre elevações, ou entre paredes, e mais ou menos em declive."
O primeiro diploma conhecido a referenciar o topónimo data de 1314, onde a nossa localidade surge grafada com o nome Aldeya de Congosta. No entanto, de congosta, substantivo, já há notícia em textos anteriores à fundação da nacionalidade.

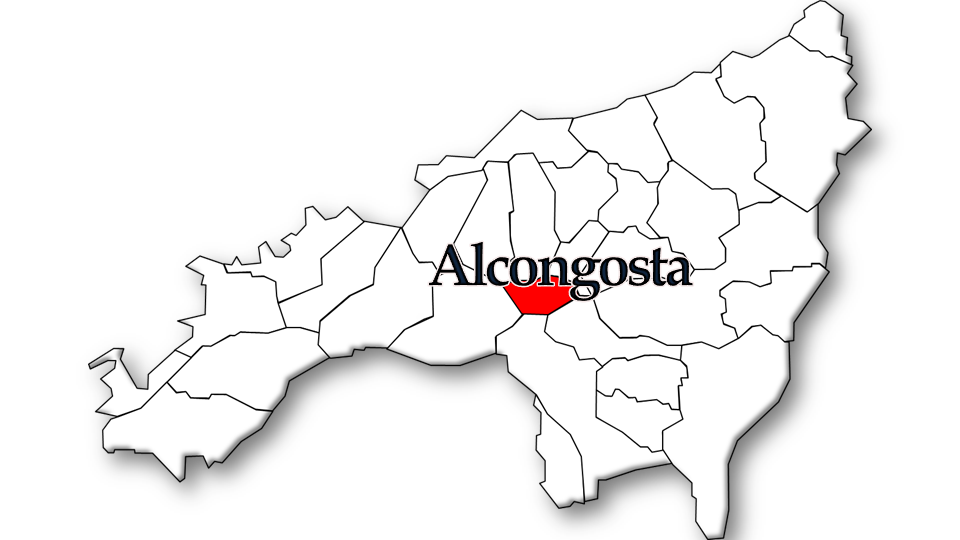
Localização da freguesia no Município do Fundão

## Demografia
A população registada nos censos foi:
| Distribuição da População por Grupos Etários | Distribuição da População por Grupos Etários | Distribuição da População por Grupos Etários | Distribuição da População por Grupos Etários | Distribuição da População por Grupos Etários |
| -------------------------------------------- | -------------------------------------------- | -------------------------------------------- | -------------------------------------------- | -------------------------------------------- |
| Ano                                          | 0-14 Anos                                    | 15-24 Anos                                   | 25-64 Anos                                   | > 65 Anos                                    |
| 2001                                         | 79                                           | 70                                           | 271                                          | 153                                          |
| 2011                                         | 56                                           | 51                                           | 241                                          | 149                                          |
| 2021                                         | 49                                           | 41                                           | 199                                          | 127                                          |

## Património
- Capelas de Santa Bárbara, de S. Sebastião e do Espírito Santo
- Trecho de calçada romana
- Casa brasonada do Morgado de São Nicolau
- Quinta do Astieiro
- Casa da Guarda
- Posto de vigia e miradouro
- Trecho da serra da Gardunha

## Cultura
- Casa da Cereja (inaugurada em Dezembro de 2021).

## Festividades
- Festa da Cereja - realiza-se desde 2006 e dedica-se à cereja e os seus produtos derivados. Festa anual, ocorre em meados de junho.